# Épigyne
Ne doit pas être confondu avec fleur épigyne.

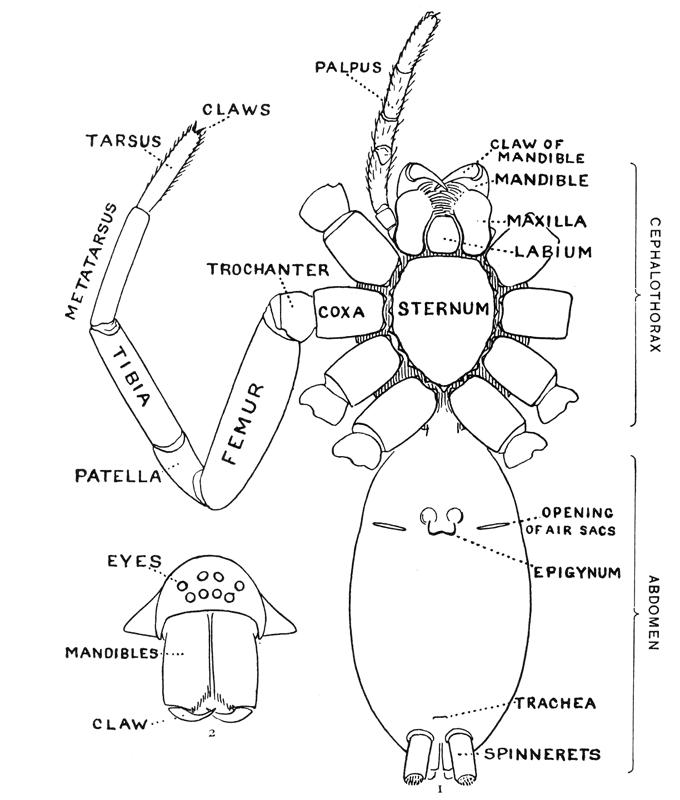
Epigynum sur la face ventrale de l'abdomen.

L’épigyne, parfois appelé par son nom scientifique latin d’epigynum, est la pièce tégumentaire génitale externe présente chez certaines femelles d'araignées.
Cette pièce dure a souvent la forme d'une plaque ornementée caractéristique qui permet de reconnaître l'espèce chez les araignées dites « entélégynes ».
Certains groupes d'araignées n'ont pas cet ornement extérieur qui recouvre l’orifice femelle, par exemple chez les Mygales, les Haplogynes, les Tetragnathidae.

## Fonction
Généralement, le mâle maintient la femelle avec ses pattes avant et tente de la soulever suffisamment afin de placer ses bulbes copulateurs en contact avec l'épigyne. La forme de cette plaque correspond à celle des bulbes portés par les pédipalpes du mâle, comme le prévoit la théorie de la Sélection sexuelle intraspécifique.

## Galerie

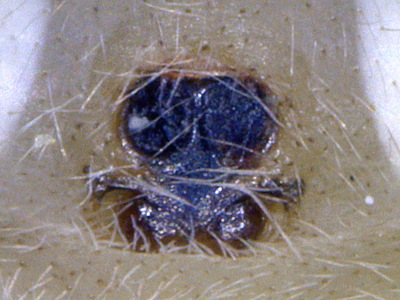
Colonus sylvanus
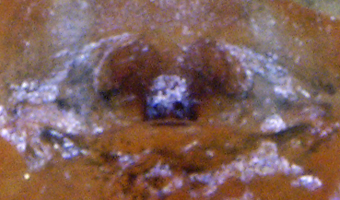
Theridula emertoni (en)
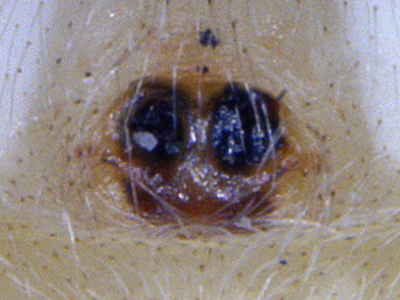
Colonus puerperus
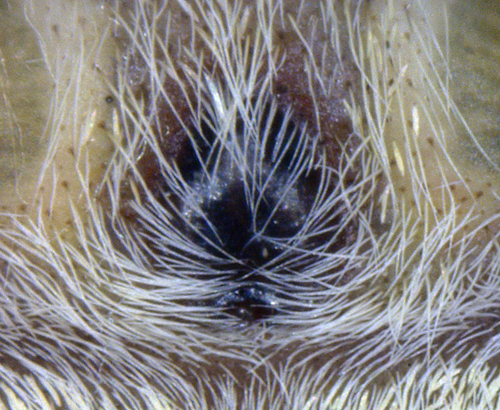
Phidippus clarus (en)
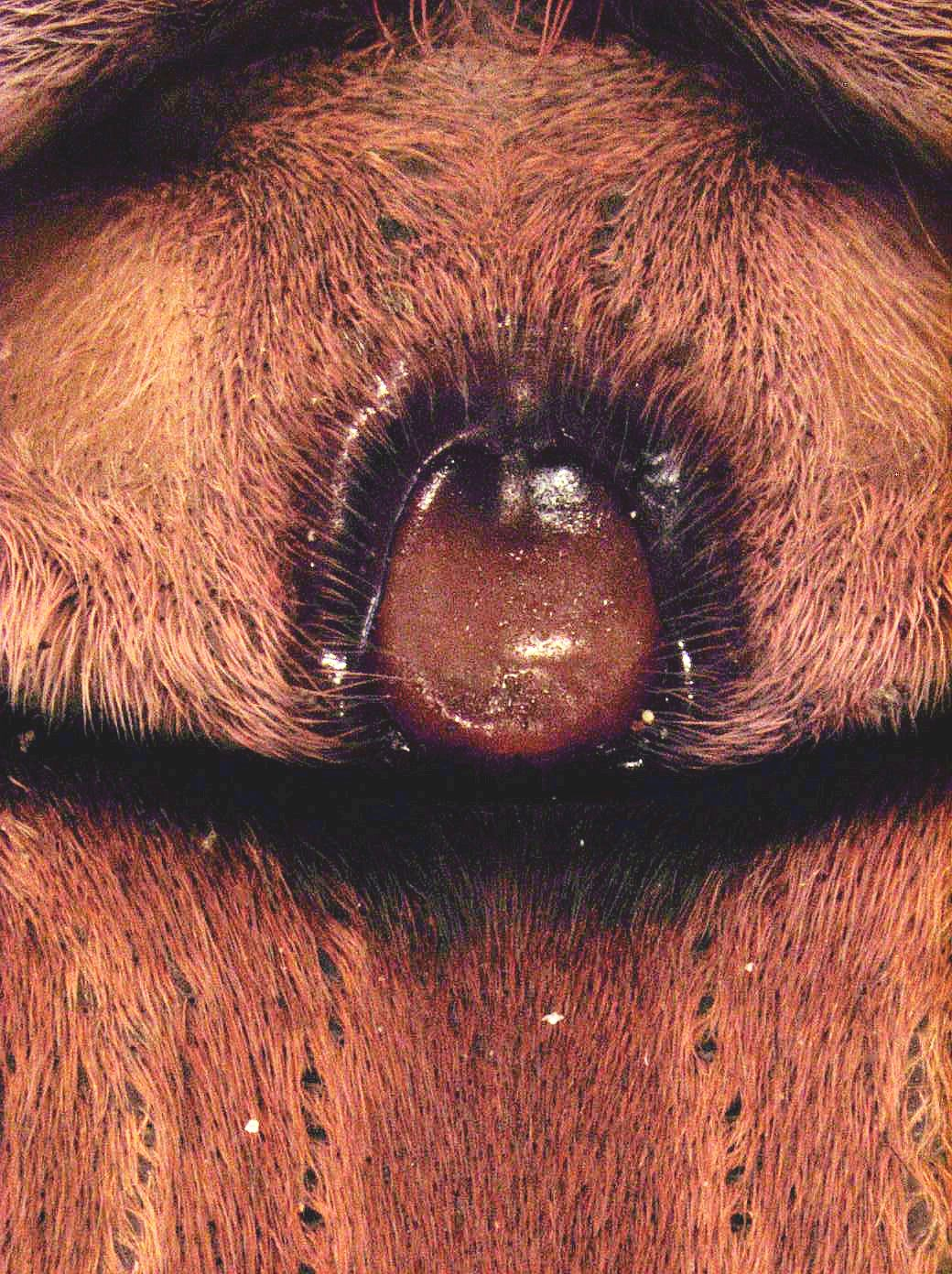
Isopeda